# Vuursturing

Het symbool vuur

Vuursturing is een fictieve mystieke vechtkunst uit de animatieserie Avatar: The Last Airbender. Het is de primaire vechtkunst van de Vuurnatie. De beoefenaars van deze kunst worden Vuurmeesters genoemd en zijn erfgenamen van de pyrokinetische vaardigheid om vuur te maken en manipuleren.

## Oorsprong
Vuursturing wordt geschreven als 制火朮, wat ruwweg te vertalen is als "De methode om vuur te beheersen."
De bron van het Vuursturen ligt bij de draken, er zijn nu nog maar twee draken over die schuilen bij de Zonnekrijgers. De draken stierven uit toen men erop begon te jagen als teken van eer. De Vuurmeesters hebben hun technieken van de draken geleerd, maar ze putten energie uit de zon, net zoals Watermeesters hun energie uit de tegenstelling, de maan, halen.
Een zonsverduistering is in staat om de kracht van een Vuurmeester helemaal uit te schakelen, wat op een verbinding wijst tussen de zon en een Vuurmeesters kracht. Verder zei Zuko, tijdens zijn gevecht met Katara in "Het Beleg van het Noorden", dat "jouw kracht komt van de maan, de mijne komt van de zon", wat nogmaals de zon haar belang voor Vuursturen benadrukt.
De eerste Vuurmeesters waren de draken, die het zo leerden aan een groep mensen genaamd de Zonnekrijgers Stam. Hun filosofie was dat vuur niet vernietigend is, zoals de Vuurnatie het laat overkomen, maar staat voor energie en leven. Hoewel er geloofd wordt dat de draken uitgeroeid zijn, leven er nog twee bij de afstammelingen van de Zonnekrijgers Stam in de ruïnes van de oude beschaving.

## Vechtstijl
De vechtkunst van Vuursturing is voornamelijk gebaseerd op de Noord-Shaolin tak van Kungfu, met een paar technieken van de Noordelijke Bidsprinkhaan techniek. Al deze technieken gebruiken snelle en harde aanvallen die het gevaar van vuur uitbeelden. Vuursturing is het beste te leren voor iemand met grote wendbaarheid, snelheid en uithoudingsvermogen. Vuurmeesters gebruiken dan ook doorgaand hun snelle technieken om een vijand te overrompelen, en dan de genadestoot te geven.
Vuursturing kent maar een minimaal aantal verdedigingen, vaak bestaande uit het blokkeren of ontwijken van vijandige aanvallen (hoewel sommige Vuurmeesters een beschermende muur van vuur kunnen maken). De meeste bewegingen richten zijn offensief. Daarmee is Vuursturing de meest agressieve van de vier vechtkunsten uit de serie. Vuurmeesters gebruiken snelle en scherpe offensieve aanvallen die vaak gepaard gaan met geconcentreerde vuurschoten. Als meerdere Vuurmeesters tezamen aanvallen, kunnen ze hele vuursalvo’s tegelijk afschieten. Andere technieken zijn wapens van vuur maken zoals dolken en zwepen. Heel sterke Vuurmeesters, zoals de Avatar, kunnen zelfs een vulkaan doen uitbarsten op commando door de lava te manipuleren.
In tegenstelling tot bij de andere stuurkunsten, waarbij het element dat gestuurd wordt aanwezig moet zijn, zijn Vuurmeesters niet beperkt tot reeds bestaande vuurbronnen. Ze kunnen hun eigen vuur opwekken door lichaamswarmte of andere hittebronnen te gebruiken. Vuurmeesters kunnen de hitte van hun vuur veranderen, wat vaak te zien is aan de kleur van het vuur.
De eerste mensen die konden Vuursturen waren de Zonkrijgers (Sun warriors) zij hebben het Vuursturen geleerd van de zon en van de draken.
De Zonnekrijgers Vuursturen niet met woede en haat, wat de Vuurmeesters wel doen.
Vuursturing is de tegenoverstaande kracht van Watersturing.

## Speciale technieken

### Blauw vuur
Blauw Vuursturen is een zeer gevorderde techniek die tot nu toe alleen nog maar gebruikt is door Prinses Azula. Blauw vuur is veel heter dan normaal (rood) vuur. Je kan gemakkelijker rotsen mee verbrijzelen dan met normaal vuur en is dus veel gevaarlijker en ook moeilijker te sturen.

### Vuuradem
Bij deze techniek, die in de serie beter bekendstaat als de "Adem van Vuur", stuurt de Vuurmeester vuur met zijn of haar mond. De Vuuradem is door meerdere personages toegepast, inclusief Vuurheer Ozai, Iroh, Azula, Prins Zuko en Aang in de Avatar Trance tijdens een droom. Het was het gebruik van deze techniek op het slagveld die Iroh zijn bijnaam "De Draak van het Westen" gaf en men gaat ervan uit dat Zuko deze techniek van zijn oom geleerd heeft. Met zijn grote bereik, is de techniek goed voor het op afstand houden van meerdere vijanden en kan ook het lichaam opwarmen onder extreem koude omstandigheden.

### Ontbranding
Een unieke vaardigheid waarbij Vuursturen gebruikt wordt om energie te condenseren en geplaatste explosies te produceren, zoals gedemonstreerd is door de Explosie Man. De huurmoordenaar doet dit door de energie in zijn maag te concentreren en het vanuit zijn getatoeëerde voorhoofd vrij te laten. Op de plaats waar zijn tatoeage zit, zit ook een chi punt in het menselijke lichaam. Deze langeafstandstechniek is zowel effectief als vernietigend en kan reusachtige rotsen verbrijzelen en grote hoeveelheden water met gemak verdampen. De techniek kan echter net zo gevaarlijk zijn voor de gebruiker als voor hun omgeving. Zo heeft de Explosie Man (Bliksem-Bliksem-Boem-Man) in zijn jeugd zijn rechterarm en -been eraf geblazen door zijn gebrek aan controle over zijn nieuw ontdekte vaardigheid.
Er is bewezen dat een klap op het hoofd de chi blokkeert, wat bij deze techniek rampzalige gevolgen kan hebben zoals te zien was in "De Wegloper" en "De Westelijke Luchttempel". De explosies ontploften in het gezicht van Explosie Man nadat hij een klap op het hoofd had gekregen.

### Bliksem
Een subtak die alleen zeer sterke meesters beheersen. Ook wel bekend als het koudbloedige vuur. Hierbij kunnen Vuurmeesters in staat zijn bliksem te genereren en manipuleren. Mentaal moet een Vuurmeester hiervoor al zijn emoties onderdrukken en een staat van mentale kalmte betreden. Fysiek moet hij de energie in yin en yang scheiden, wat veel lijkt op de gedwongen scheiding van positieve en negatieve elektrische ladingen die nodig zijn voor echte bliksem. Wanneer de krachten botsen, kan de meester de bliksem alleen maar leiden in plaats van beheersen. Vanwege deze complexiteit, duurt het veel langer om een bliksemaanval in te zetten dan bij standaard vuur aanvallen.
Het omleiden van bliksem werd voor het eerst gedemonstreerd door Iroh in "De Storm" en het creëren van bliksem werd het eerst toegepast door Azula in "De Avatar Trance".
Het opwekken van bliksem gebeurt door een cirkelende beweging met de armen te maken. Hierbij wordt de nodige energie gecreëerd. Slechts een aantal personen bezitten de mogelijkheid om deze kracht te gebruiken. Tot nu toe zijn de enige Vuurmeesters in de serie die deze vaardigheid hebben laten zien Azula, Ozai en Iroh. Daarnaast heeft Iroh, op basis van de terugkaatsende technieken van Watermeesters, een techniek bedacht om bliksem om te leiden. Hiervoor absorbeert hij de bliksemschicht door één arm, leidt het door zijn maag en door zijn andere arm weer naar buiten. Zuko heeft het verlangen uitgedrukt om deze technieken te leren, maar zijn emotionele conflict weerhoudt hem ervan succesvol bliksem te creëren. Hij heeft echter wel de vaardigheid om bliksem om te leiden, wat te zien was toen zijn vader een bliksemschicht op hem afvuurde op het eind van de zonsverduistering. Later heeft hij deze techniek ook aan Aang geleerd.
Wanneer Aang Vuurheer Ozai/Feniks Koning bevecht past ook hij deze techniek toe.

## Zwakheden
Er wordt gezegd dat de ware kracht van Vuursturen niet van fysieke omvang of kracht komt, maar van de pure controle van adem. Vuurmeesters oefenen zelf- en adembeheersing om het gecreëerde vuur te leiden en te behouden. Een slechte ademtechniek zorgt meestal dan ook voor een slechte beheersing van elk vuur dat gecreëerd wordt. Hierdoor zijn ademhalingsoefeningen een van de belangrijkste eerste stappen voor beginnende Vuurmeesters.
Een andere zwakheid van Vuursturen is het feit dat hun kracht van de zon komt. 's Nachts zijn Vuurmeesters zwakker dan overdag, en bij een zonsverduistering worden ze zelfs geheel machteloos.

## Spiritualiteit en Vuursturen
Ongeveer 100 jaar voor het begin van de serie, lanceerde Vuurheer Sozin een genocidale aanval op de Luchtnomaden, waar hij in slaagde voor een groot deel dankzij de kracht van een voorbijkomende komeet. Een eeuw lang is de oorlog doorgegaan en onder het regime van Sozins kleinzoon, Vuurheer Ozai zal de Vuurnatie de terugkeer van "Sozins Komeet" zien. Zoals voorspeld, zal de enorme energie van deze komeet Ozai de kracht geven om de hele wereld te veroveren. De enige bedreiging voor Ozai's campagne is de huidige Avatar, Aang. Als Aang er niet in slaagt alle vier de elementen te beheersen en Ozai te stoppen voor Sozin's komeet terugkeert, dan zal de Vuurheer onhoudbaar zijn met of zonder de invloed van de Avatar.
De Vuurnaties religieuze klerken, de Vuurwijzen, dienden ooit Avatar Roku, maar verdragen nu tactisch de imperialistische oorlog. Shyu is de enige Wijze die nog werkelijk trouw is aan de Avatar, een karaktertrek die hij van zijn vader en grootvader Kaja geërfd heeft.
Vuursturen zelf is niet geheel toegewijd aan het gebruiken van de macht van vuur op tegenstanders, een aspect dat vele beginnende Vuurmeesters verkeerd aannemen. In werkelijkheid, wordt de nadruk gelegd op balans. De kunst van het Vuursturen hangt af van innerlijke kalmte, discipline en emotionele stabiliteit. Zonder de juiste beheersing van deze kwaliteiten, zou het uitvormen van deze kunst zowel onverstandig als gevaarlijk zijn.
Een Vuurmeesters kracht neemt toe in de dag, door de aanwezigheid van hun grootste krachtbron, de zon, die het makkelijker maakt om aan kracht te komen. Vanwege deze zonnesympathie, nemen hun krachten 's nachts echter af. Om nog verder te gaan, ontneemt een zonsverduistering de krachten van een Vuurmeester, tijdelijk helemaal ontneemt. Dit staat tegenover de Watermeesters die hun kracht verliezen tijdens een maansverduistering. Naast hun voornaamste krachtbron, halen Vuurmeesters ook hun energie uit andere hittebronnen, zoals vulkanische activiteit, bliksem, de kern van de aarde en voorbijkomende kometen. De kracht van een Vuurmeester neemt toe in warmere klimaten en bereikt haar top wanneer de Meester dicht bij hun thuislanden rond de evenaar zijn in de zomer

### Agni Kai
Onder Vuurmeester, of tenminste die van hogere klasse, worden conflicten en onenigheden over eer beslist door een uitdaging tot een Agni Kai, of "vuurduel," een traditioneel Vuurmeester duel dat al eeuwen oud is. Zo'n soort wedstrijd wordt gehouden in een openluchtarena bij zonsondergang en mag gadegeslagen worden door toeschouwers. De deelnemers beginnen met de rug naar elkaar en in elk geval de mannen, vechten met een blote borst en blote voeten. Het doel van deze duels is om de tegenstander uit balans te halen en hem uit te schakelen (fataal of op een andere manier) met een laatste klap. De voorkeur voor een laatste klap lijkt op een direct vuur schot in het gezicht. De duels hebben al de vele levens van Vuurmeesters geëist en ze zijn nog meer onvergeeflijk geweest op degene die hun tegenstanders genade gaven.
Het woord Agni Kai was gemaakt door gebruik te maken van al twee bestaande woorden. Agni is de Hindoegod van het vuur en een Indiaas woord voor vuur. Kai is het Japanse woord voor ontmoeting.

## Bekende Vuurmeesters
- Prins Zuko
- Generaal Iroh
- Prinses Azula
- Avatar Roku
- Vuurheer Ozai
- Admiraal Zhao
- Jeong Jeong
- Aang
- Sozin
- Avatar Korra